# قرار مجلس الأمن التابع للأمم المتحدة رقم 344
قرار مجلس الأمن التابع للأمم المتحدة رقم 344، الصادر في 15 ديسمبر 1973، عشية مؤتمر السلام المنصوص عليه في القرار 338، عبر المجلس عن أمله في إحراز تقدم سريع نحو إقامة سلام عادل ودائم في الشرق الأوسط. وأعرب المجلس أيضا عن ثقته في أن الأمين العام سيلعب دورا كاملا وفعالا في المؤتمر، وطلب أن يطلع المجلس على التطورات في المفاوضات.
اعتمد القرار بأغلبية 10 أصوات. مع امتناع 4 عن التصويت من فرنسا والاتحاد السوفيتي والمملكة المتحدة والولايات المتحدة.